# آدزیا
آدزیا (زبان یونانی: Αἰδεσία؛ زاده ۴۱۰ – درگذشته ۴۸۰) فیلسوف مکتب نوافلاطونی بود که در قرن پنجم میلادی در اسکندریه زندگی می‌کرد. او از خویشاوندان سوریانوس و همسر هرمیا بود و به‌خاطر زیبایی و فضایلش اندازه مورد تحسین قرار می‌گرفت. پس از مرگ شوهرش، او خود را وقف رفع نیازها و آموزش فرزندانش، آمونیوس و هلیودوروس کرد. او هلیودوروس را برای تحصیل فلسفه به آتن فرستاد. او زیاد عمر کرد، و مراسم خاکسپاری‌اش توسط داماسکیوس، که در آن زمان مردی جوان بود، در آیات هگزامتر بیان شده است.